# Luigi Caneppele
Luigi Caneppele (Lavarone, 23 settembre 1913 – Libia, 1º febbraio 1942) è stato un aviatore e militare italiano specializzato nella caccia.
Partecipò alla Guerra d'Africa dove si distinse particolarmente, venendo decorato di Medaglia d'argento al Valor Militare.

## Biografia
Nato a Lavarone compì i suoi studi nel Collegio arcivescovile di Trento, ottenendo la maturità classica del 1930/31. Si iscrisse al Politecnico di Milano, dove si laureò in ingegneria meccanica nel 1938, trattando la tesi Aeronautica d'assalto.
Appassionato del volo a vela, partecipò alle Olimpiadi di Berlino del 1936, quando stabilì il record italiano di durata con un volo di 6 ore e 20 minuti.
Terminati gli studi, prestò servizio militare presso l'aeroporto di Pescara, dove conseguì il brevetto di pilota d'aliante e di pilota civile. Si arruolò come ufficiale di complemento nella Regia Aeronautica brevettandosi pilota militare e fu assegnato al 150º Gruppo C.T.
Con lo scoppio della Seconda guerra mondiale fu trasferito in Sicilia, da dove prese parte a molte azioni sull'isola di Malta e in Africa settentrionale. Aliantista olimpionico, si presentò al reparto portando sulla tuta il distintivo di aliantista in possesso del brevetto C, rappresentato da tre aquile stilizzate che lui aveva definito in dialetto trentino i "Tre osei".
Scoppiata la guerra, Caneppele, trasferito al 13º Gruppo C.T., fu impegnato sul fronte libico ottenendo una prima Medaglia al valor militare.
In una di queste azioni il suo apparecchio da caccia fu seriamente colpito ma lui, con grande abilità, seppe riportarlo entro le linee italiane dopo aver volato per ben quattrocentocinquanta chilometri in condizioni difficilissime.
Gli fu concessa la Medaglia di Bronzo al Valor Militare.
In una successiva azione si trovò solo di fronte a tre Spitfires inglesi, ne abbatté uno, colpì il secondo e mise in fuga il terzo. Per quest'azione gli fu conferita la Medaglia d'Argento.
Rientrato in Italia nella primavera del '41, durante un volo fuori servizio ebbe un incidente di volo con un biplano, eseguendo un passaggio basso che si concluse con la recisione di una serie di fili elettrici e la "scassata" dell'aereo.
Ciò comportò provvedimenti disciplinari nei suoi confronti ed il trasferimento ad un reparto di idrovolanti, la meno blasonata Ricognizione Marittima.
Dopo qualche tempo, dietro sue insistenze, fu reintegrato nel 150º Gruppo e ripartì per combattere in Africa.
Nel 1942, durante un volo di trasferimento su un campo avanzato, ai comandi di un trimotore S. M. 81, fu abbattuto e morì, riuscendo a portare in salvo la maggior parte dell'equipaggio.  Per questo volo si era offerto volontario, gli fu quindi tributata la seconda Medaglia al Valor Militare, alla memoria.
Dopo la sua scomparsa, il sottotenente Di Robilant, che era l'ufficiale sul cui apparecchio Caneppele si era trasferito in Africa e sul quale aveva combattuto, volle ricordarlo facendo disegnare sull'apparecchio stesso i famosi "Tre osei". che divenne il distintivo del 150º Gruppo.